# Chiesa di San Pietro al Po
La chiesa di San Pietro al Po è un luogo di culto cattolico di Cremona, situato in piazza San Pietro. La chiesa, a tre navate con cappelle laterali, appartenne ad un monastero benedettino e poi lateranense, è ora sede della parrocchia di San Giorgio di San Pietro al Po.  Ricostruita nelle forme attuali nel 1573, a partire dal 1579 l'interno venne ricoperto da affreschi e tele realizzati da alcuni dei maggiori artisti locali dell'epoca facendone una galleria del manierismo cremonese (Giulio Campi, Bernardino Gatti, Antonio Campi, Giovanni Battista Trotti, detto il Malosso, e altri).

## Storia e architettura

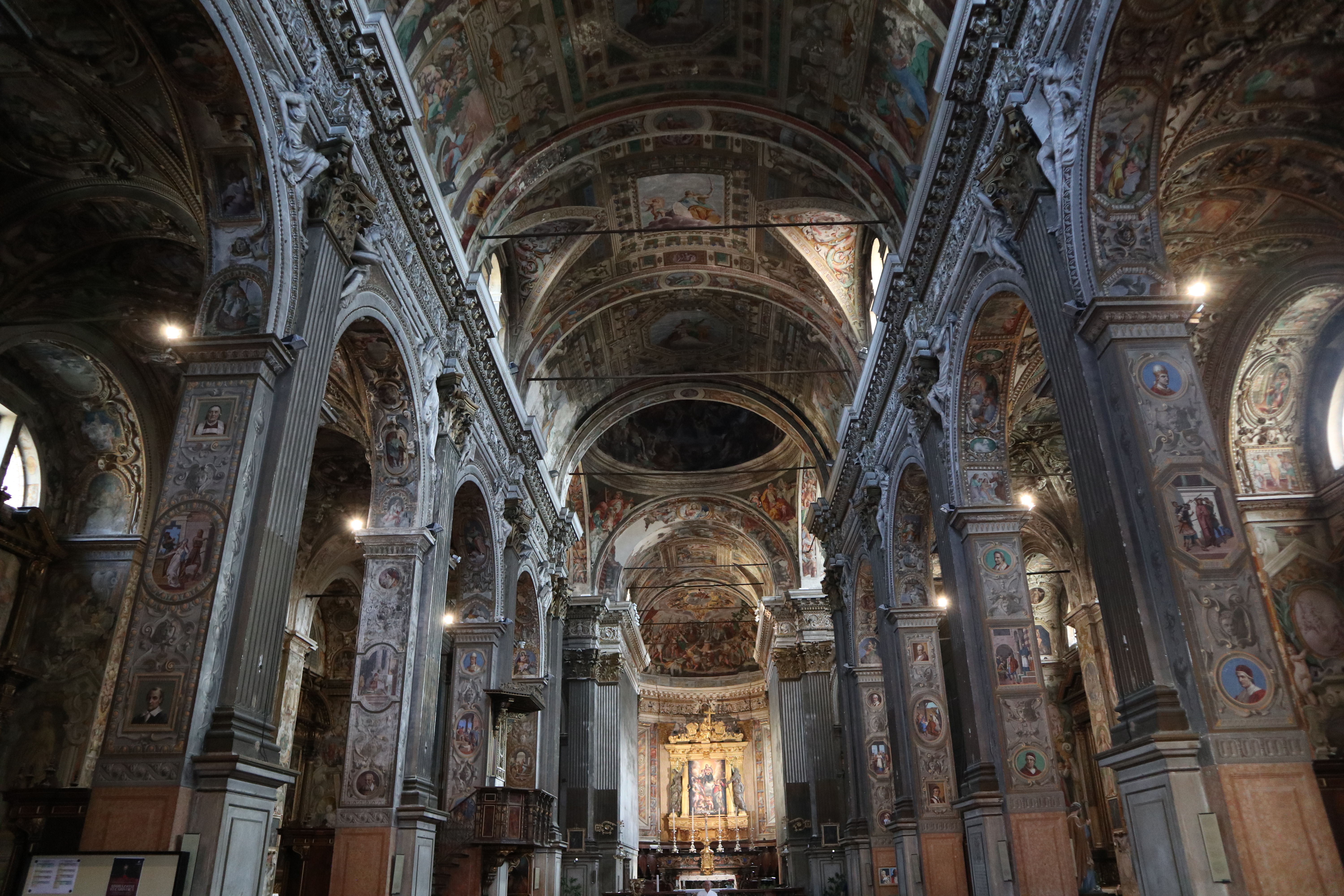
L'interno.

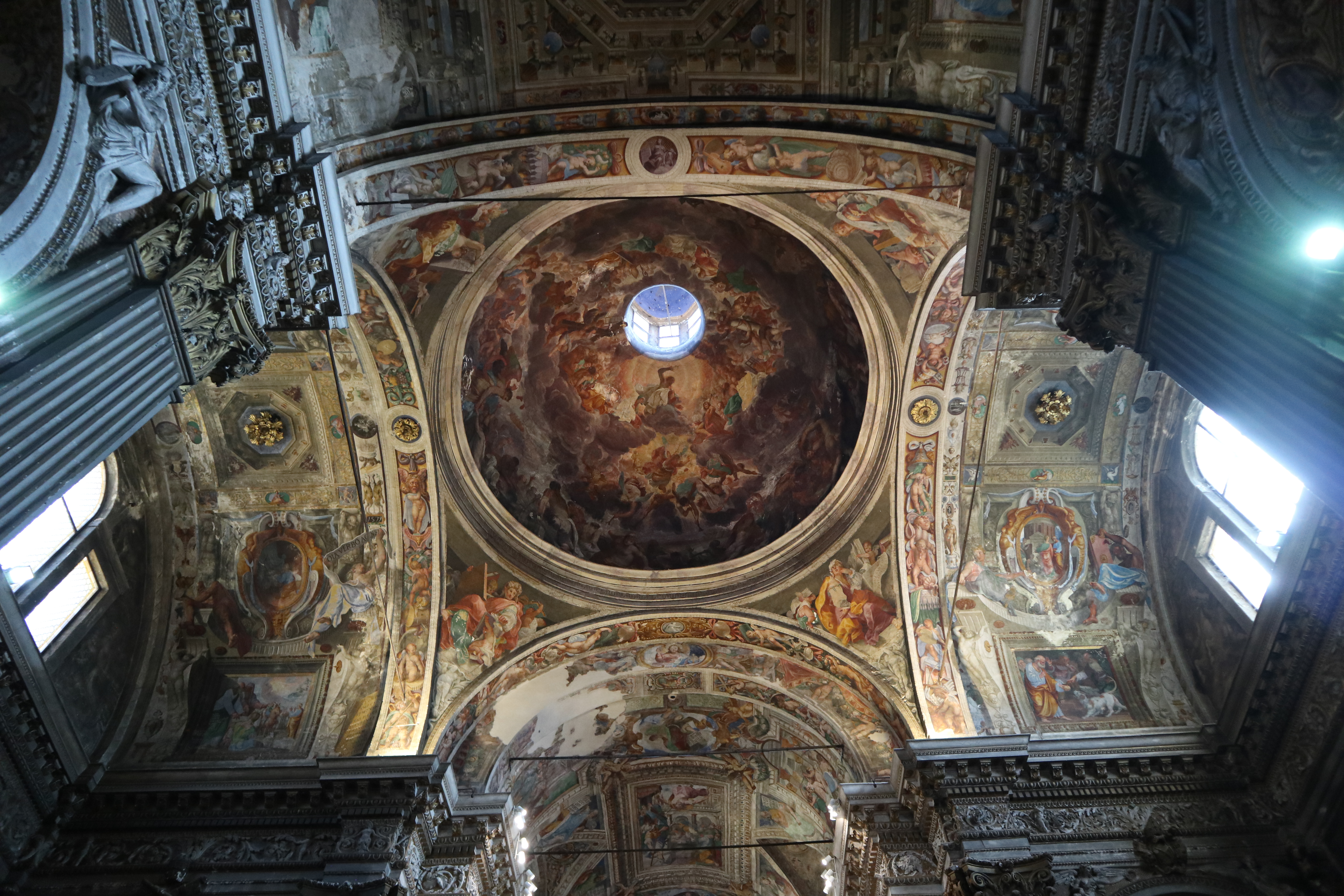
La cupola.

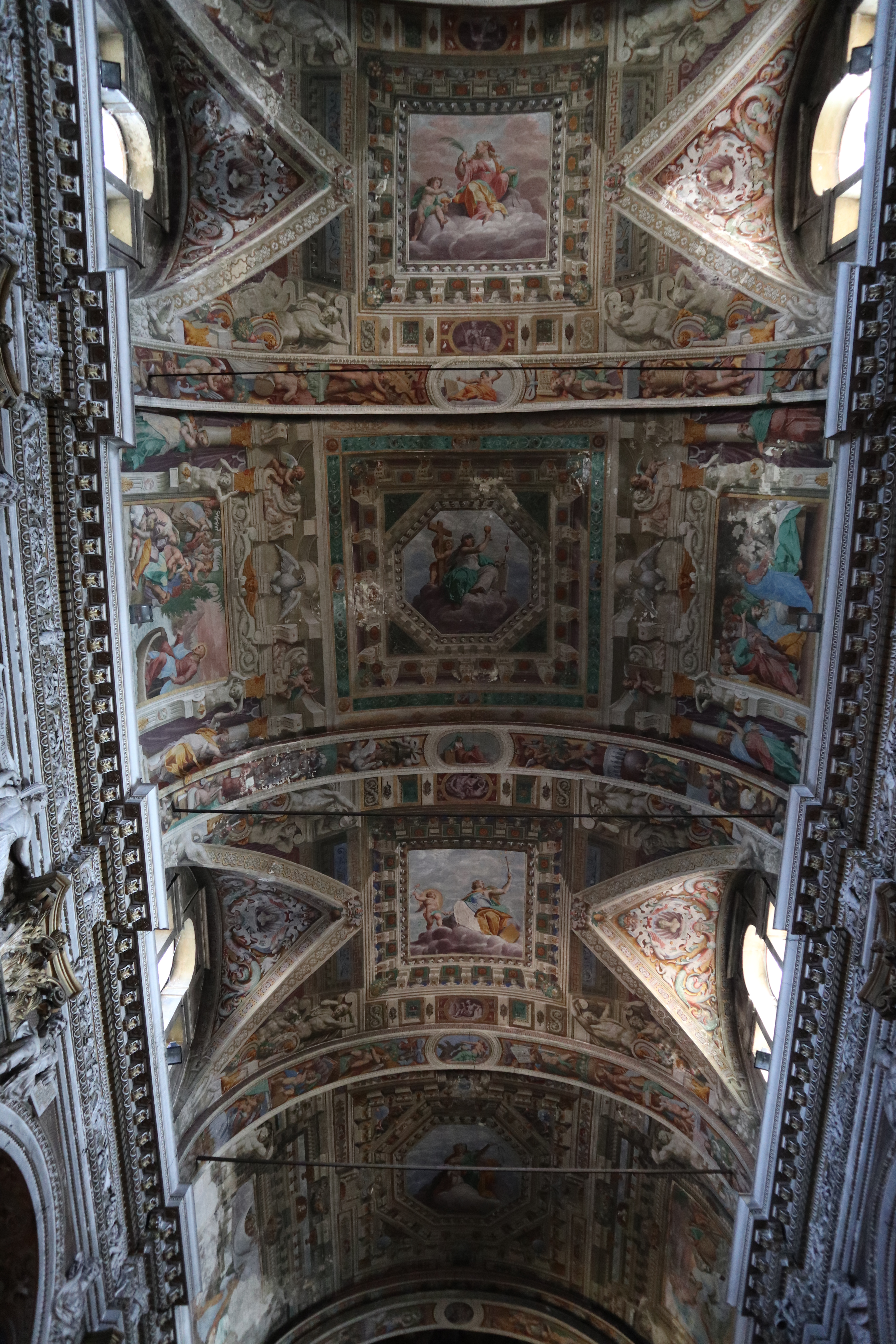
La volta della navata centrale.

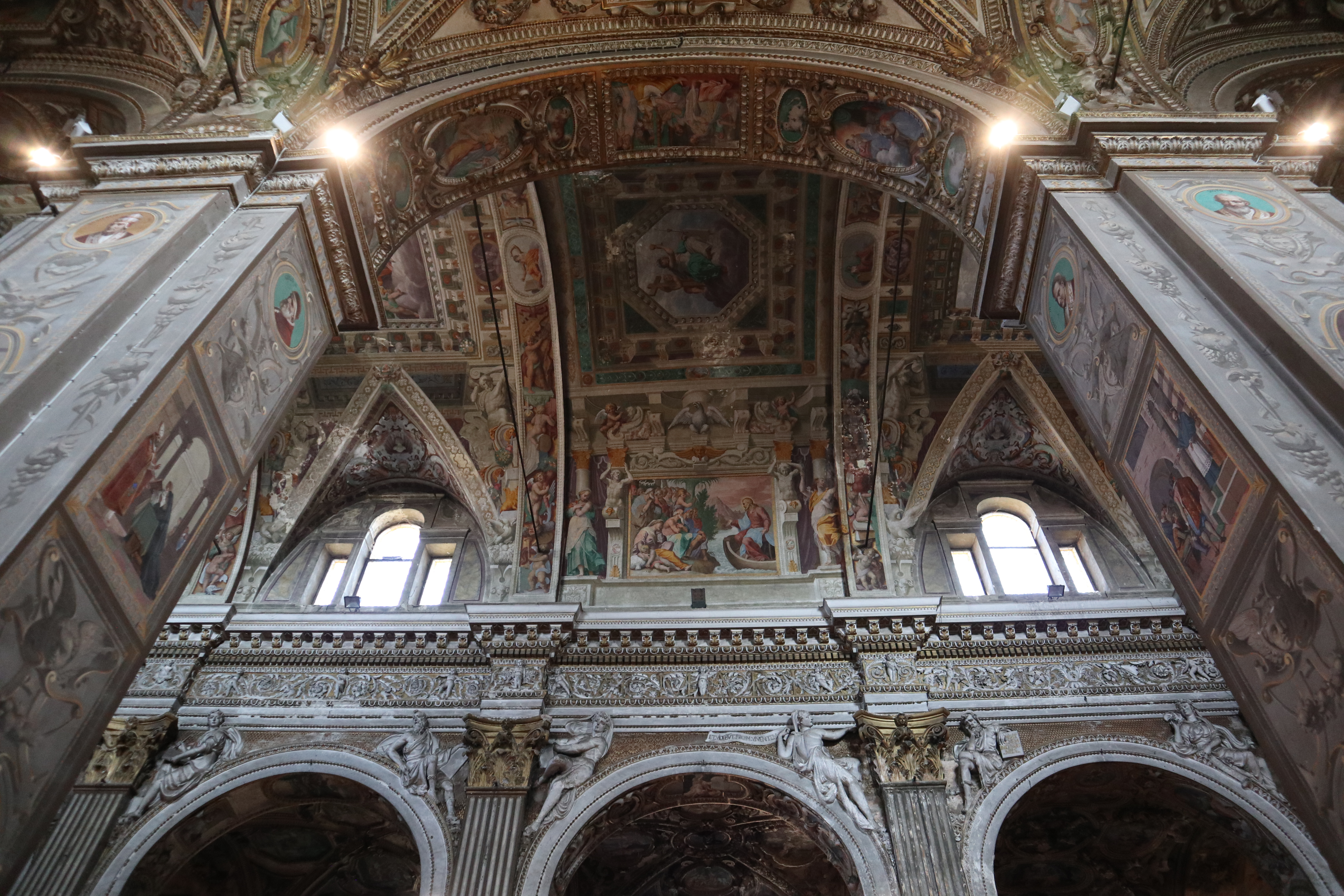
Particolari degli interni.

Risale al 1064 la fondazione del primitivo luogo di culto, accanto al quale sorse un monastero benedettino, sulla riva del Po che ancora nel XVI secolo scorreva nell'avvallamento di fronte alla chiesa. Della primitiva costruzione non rimane quasi nulla, se si esclude il casuale ritrovamento nel 2010 di tre frammenti di un probabile portale rappresentante il ciclo dei mesi, accostabile all'officina di Wiligelmo. Si tratta di Gennaio, che con una pentola sembra affumicare delle carni; Febbraio, che con una lama taglia un tronco; Agosto, che prepara le botti per la vendemmia.
Nel 1439 il monastero fu ceduto dai benedettini alla Congregazione dei Canonici Lateranensi con un accordo approvato da papa Eugenio IV. Il nuovo ordine commissionò, nel Quattrocento, la ricostruzione della chiesa, a navata unica, e successivamente il chiostro, realizzato nel 1509 da Cristoforo Solari, con il contiguo refettorio monastico dove si conserva il grande affresco eseguito nel 1552 da Bernardino Gatti, raffigurante la Moltiplicazione dei Pani.
Colombino Rapari, religioso e letterato di rilievo nella vita culturale e artistica dell’epoca, divenne abate di San Pietro al Po dal 1549 al 1570. Fu lui a promuovere il rifacimento della chiesa nelle forme attuali, e si fece anche ritrarre all'interno dell’Adorazione dei Pastori da Bernardino Gatti, ancora conservata in un altare laterale.  
I lavori sivolsero negli anni settanta del Cinquecento su progetto dell'architetto Cremonese Francesco Dattaro.
L'interno ha pianta a croce latina, con tre navate, cupola e coro absidato; venne interamente decorato con stucchi e affreschi nel pieno stile manierista cremonese fra il XVI e il XVII secolo. La decorazione ebbe inizio nel 1579, quando furono chiamati i fratelli cremonesi Giulio e Antonio Campi ad affrescare il transetto, e a realizzare la pala dell'altare maggiore con la Vergine in Gloria e Santi.
I Lateranensi lasciarono San Pietro nel 1782. Nell'Ottocento il chiostro maggiore fu adibito a caserma mentre una parte del monastero viene occupata dal palcoscenico del Teatro Concordia.

## Opere
Fra le più importanti opere conservate si ricordano:
- Deposizione di Cristo nel sepolcro, del bresciano Lattanzio Gambara al secondo altare destro
- Deposizione dalla croce di Bernardino Ricca (1521) al terzo altare destro
- Natività del Malosso (1583) al quarto altare destro
- Martirio di santa Lucia di Gervasio Gatti al quinto altare destro
- Martirio di santa Cecilia di Gervasio Gatti al quinto altare sinistro
- Adorazione dei pastori di Bernardino Gatti al secondo altare sinistro
- Vergine con il bambino, i Santi Cosma, Damiano e Girolamo, e l’Offerente dipinta nel 1524 da Gian Francesco Bembo al quarto altare sinistro
- Madonna della Colomba di Antonio Campi e Circoncisione di Giulio Campi al terzo altare sinistro

## Galleria d'immagini

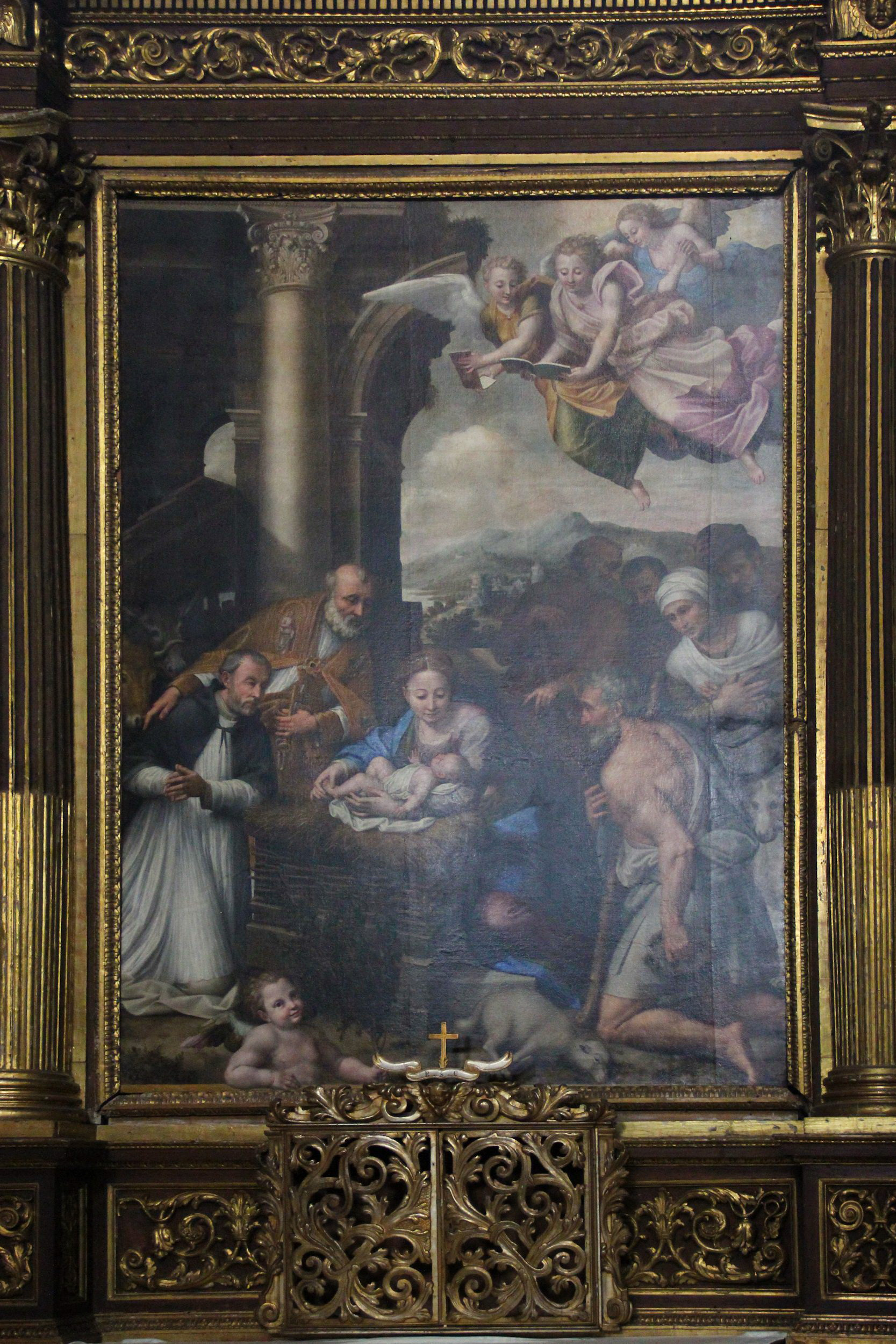
Adorazione dei pastori di Bernardino Gatti
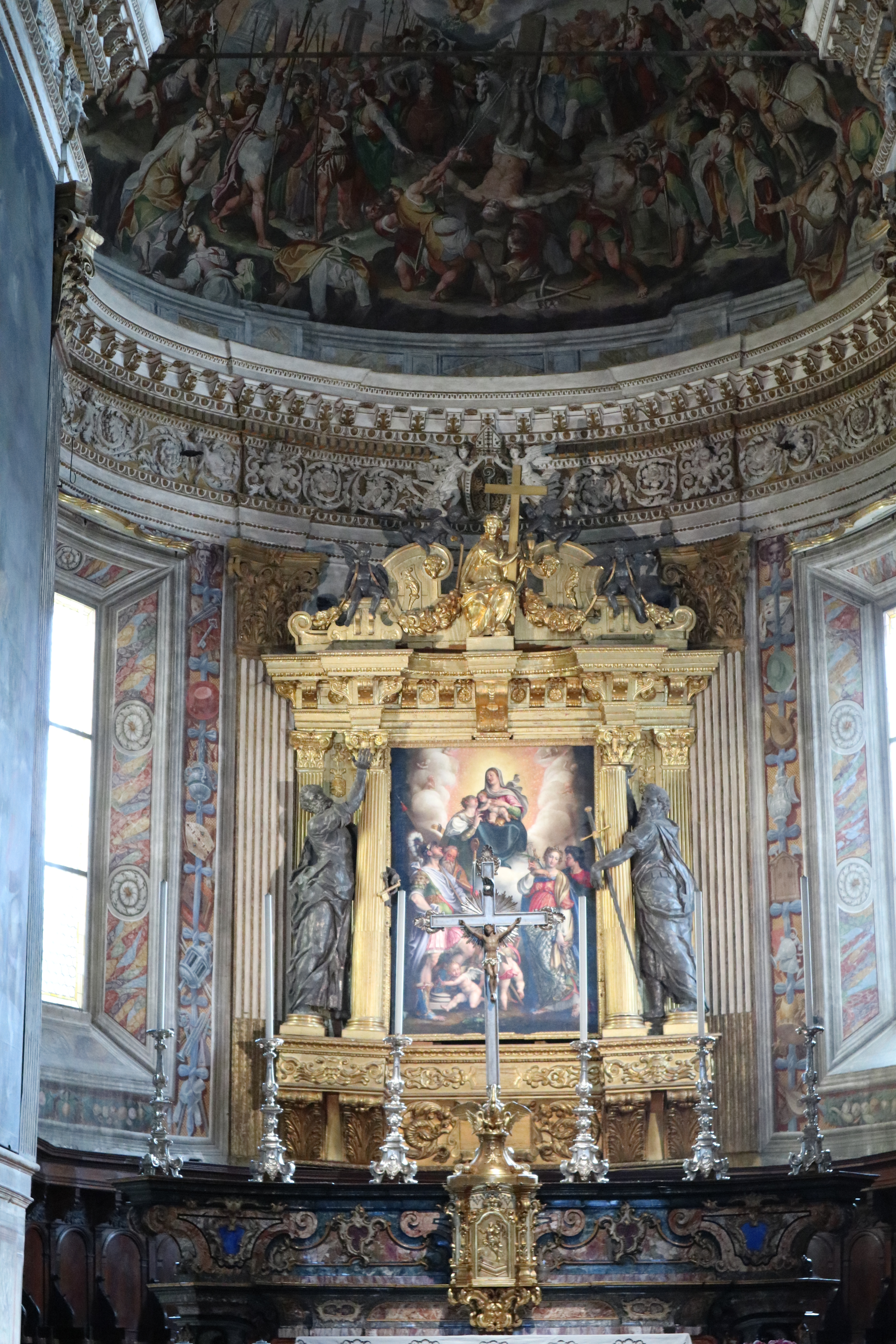
Il coro con la Vergine in Gloria e Santi di Antonio Campi
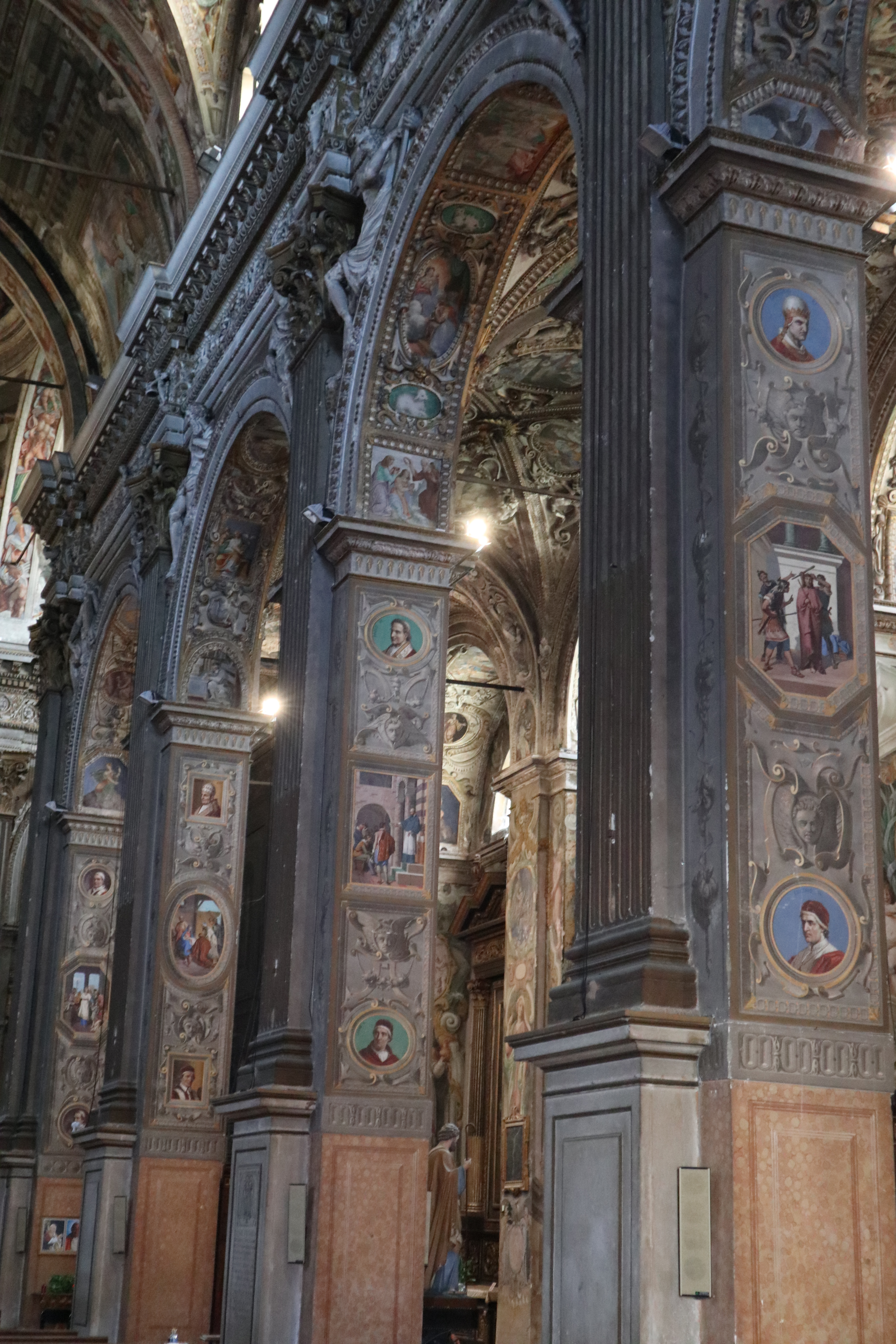
I pilastri decorati
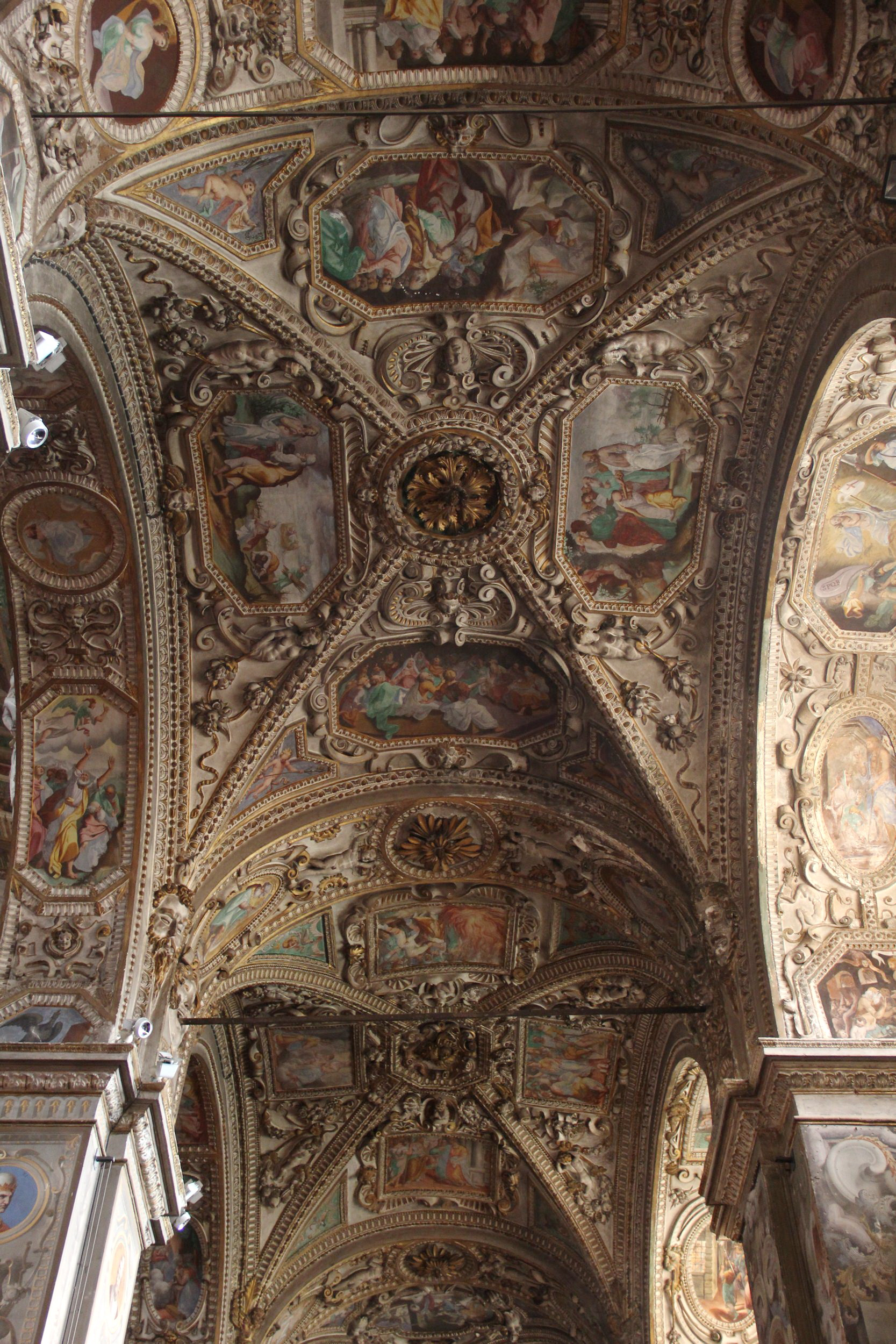
Volte delle navate minori
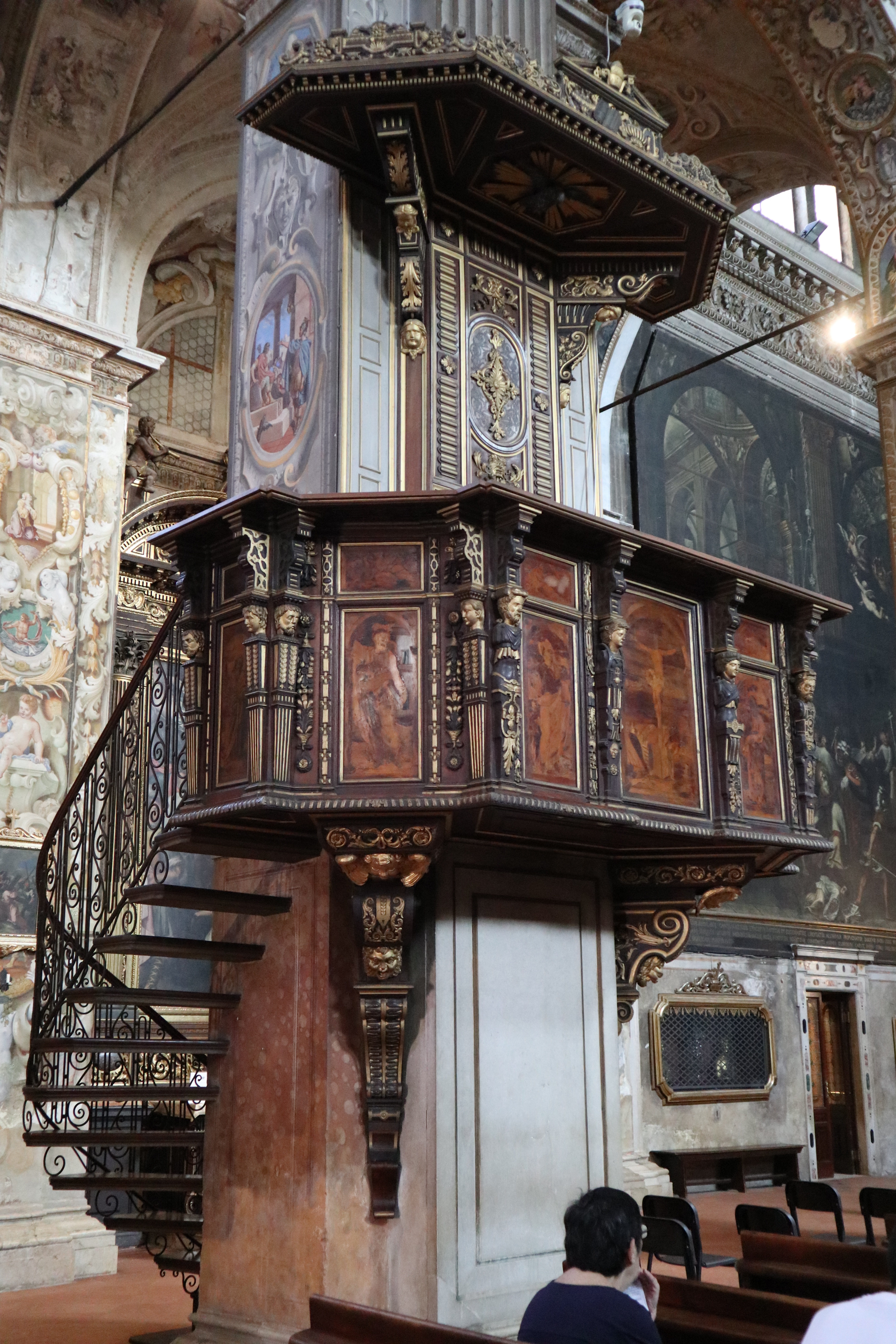
Il Pulpito